# Il padrone sono me
Il padrone sono me és una pel·lícula italiana de comèdia dramàtica del 1955. Va marcar el debut com a director de Franco Brusati amb un guió basat en la novel·la homònima de Alfredo Panzini. La pel·lícula es va estrenar a la 16a Mostra Internacional de Cinema de Venècia.

## Argument
Saga familiar ambientada amb el teló de fons del camp de la Romanya. Robertino passa les seves vacances d'estiu a la finca familiar on juga amb Giovannino, fill del pagès Mingon, i Dolly, una cosina estatu7nidenca. Un cop creixen, Robertino es declara a Dolly, que es casa amb un ric estatunidenc.
Esclata la Primera Guerra Mundial i Robertino s'enrola, només en aquest moment la Dolly li confessa el seu amor. Al front es troba amb el seu amic Zvanin però mor durant l'acció.
En tornar del front, van esclatar les revoltes camperoles i Mingon compra la finca, convertint-se en l'"amo". Passen els anys i Mingon mor i Zvanin fa una amarga reflexió: els nens que juguen fora de casa són els amos del demà, convençuts que podran posseir alguna cosa a la terra, però les baralles i els amors només deixaran un gran silenci.

## Repartiment
- Paolo Stoppa: Mingon
- Andreina Pagnani: Senyora Maria
- Myriam Bru: Dolly
- Pierre Bertin: Robertino
- Leopoldo Trieste: Professor Edoardo
- Jacques Chabassol
- Daniela Rocca
- Giuseppe Addobbati
- Guido Celano
- Lina Gennari